# 温妮·奥克塔温纳·坎道
温妮·奥克塔温纳·坎道（1998年10月14日—），印尼女子羽毛球運動員。

## 簡歷
2017年4月，温妮·奥克塔温纳·坎道與里诺夫·里瓦尔迪出战大阪羽毛球國際挑戰賽，在混双準决赛以0比2（14-21、20-22）不敌中国的王斯杰/倪博文。同年9月，她与阿克巴·宾唐·察尤诺出战新加坡羽毛球國際系列賽，在混双準决赛以1比2（21-17、10-21、20-22）不敌队友的安迪卡·拉馬迪安斯亞/米歇尔·克里斯廷·班达索。
2018年4月，温妮·奥克塔温纳·坎道與阿克巴·宾唐·察尤诺出戰芬蘭羽毛球公開賽，在混双决赛以0比2（18-21、16-21）不敌赛会5号种子、队友的阿尔弗兰·埃科·普拉塞特亚/马尔什埃拉·吉斯卡·伊斯拉米，赢得亚军。同年7月，她与阿克巴·宾唐·察尤诺出战新加坡羽毛球公開賽，在混双準决赛以0比2（24-26、17-21）不敌赛会头号种子、奥运冠军前辈的通托維·艾哈邁德/利利亞納·納西爾。同年9月，她与阿克巴·宾唐·察尤诺出战海得拉巴羽毛球公開賽，在混双决赛以2比1（15-21、21-19、25-23）力克赛会头号种子、印度的普拉纳·杰里·乔普拉/斯基·雷迪，夺得其首个超級100賽混双冠军。

## 主要比賽成績
只列出曾進入準決賽的國際賽事成績：
| 年份   | 賽事                     | 公開賽級別 | 項目     | 拍檔               | 成績   |
| ------ | ------------------------ | ---------- | -------- | ------------------ | ------ |
| 2017年 | 大阪羽毛球國際挑戰賽     | 國際挑戰賽 | 混合雙打 | 里诺夫·里瓦尔迪    | 準決賽 |
| 2017年 | 新加坡羽毛球國際系列賽   | 國際系列賽 | 混合雙打 | 阿克巴·宾唐·察尤诺 | 準決賽 |
| 2018年 | 芬蘭羽毛球公開賽         | 國際挑戰賽 | 混合雙打 | 阿克巴·宾唐·察尤诺 | 亞軍   |
| 2018年 | 新加坡羽毛球公開賽       | 超級500賽  | 混合雙打 | 阿克巴·宾唐·察尤诺 | 準決賽 |
| 2018年 | 海得拉巴羽毛球公開賽     | 超級100賽  | 混合雙打 | 阿克巴·宾唐·察尤诺 | 冠軍   |
| 2018年 | 澳門羽毛球公開賽         | 超級300賽  | 混合雙打 | 阿克巴·宾唐·察尤诺 | 準決賽 |
| 2019年 | 亞洲羽毛球混合團體錦標賽 | 其他       | 混合團體 | －                 | 季軍   |
| 2021年 | 巴林羽毛球國際系列賽     | 國際系列賽 | 混合雙打 | 阿克巴·宾唐·察尤诺 | 準決賽 |
| 2021年 | 巴林羽毛球國際挑戰賽     | 國際挑戰賽 | 混合雙打 | 阿克巴·宾唐·察尤诺 | 亞軍   |
| 2022年 | 立陶宛羽毛球國際賽       | 未來系列賽 | 混合雙打 | 阿姆里·萨纳维      | 冠軍   |
| 2022年 | 波恩羽毛球國際賽         | 未來系列賽 | 混合雙打 | 阿姆里·萨纳维      | 冠軍   |
| 2022年 | 南特羽毛球國際挑戰賽     | 國際挑戰賽 | 混合雙打 | 阿姆里·萨纳维      | 冠軍   |
| 2022年 | 印尼羽毛球國際挑戰賽     | 國際挑戰賽 | 混合雙打 | 阿姆里·薩納維      | 準決賽 |
| 2023年 | 印尼泗水羽毛球大師賽     | 超級100賽  | 混合雙打 | 阿姆里·薩納維      | 準決賽 |

| 2007-2017年 | 首要超級賽 | 超級賽 | 黃金大獎賽 | 大獎賽 | 國際挑戰賽 | 國際系列賽 | 未來系列賽 | 其他 |

| 2018-2026年 | 總決賽 | 超級1000賽 | 超級750賽 | 超級500賽 | 超級300賽 | 超級100賽 | 國際挑戰賽 | 國際系列賽 | 未來系列賽 | 其他 |